# Comuna Kočevje
Kočevje (Občina Kočevje) este o comună din Slovenia, cu o populație de 16.292 de locuitori (2002).

## Localități
Borovec pri Kočevski Reki, Breg pri Kočevju, Brezovica pri Predgradu, Bukova Gora, Cvišlerji, Dol, Dolga vas, Dolnja Briga, Dolnje Ložine, Čeplje, Črni Potok pri Kočevju, Gorenje, Gornja Briga, Gornje Ložine, Gotenica, Jelenja vas, Kačji Potok, Klinja vas, Knežja Lipa, Koblarji, Kočarji, Koče, Kočevje, Kočevska Reka, Konca vas, Koprivnik, Kralji, Laze pri Oneku, Laze pri Predgradu, Livold, Mačkovec, Mahovnik, Mala Gora, Mlaka pri Kočevju, Mlaka pri Kočevski Reki, Morava, Mozelj, Mrtvice, Nemška Loka, Nove Ložine, Novi Lazi, Onek, Paka pri Predgradu, Podlesje, Polom, Predgrad, Primoži, Rajhenav, Rajndol, Rogati Hrib, Seč, Slovenska vas, Smuka, Spodnja Bilpa, Spodnji Log, Stara Cerkev, Stari Breg, Stari Log, Staro Brezje, Šalka vas, Štalcerji, Trnovec, Vimolj pri Predgradu, Vrbovec, Vrt, Zajčje Polje, Zdihovo, Željne